# Sourire du plombier
Pour l’article homonyme, voir Le Sourire du plombier.
 (mai 2025).
Motif : Les motifs sont exposés en détail dans un message en page de discussion de l'article
- Archive Wikiwix
- Bing
- Cairn
- DuckDuckGo
- E. Universalis
- Gallica
- Google
- G. Books
- G. News
- G. Scholar
- Persée
- Qwant
- (zh) Baidu
- (ru) Yandex
- (wd) trouver des œuvres sur Wikidata

| 1. | Préciser le motif de la pose du bandeau. | Précisez le motif de la pose du bandeau en utilisant la syntaxe suivante : {{admissibilité à vérifier\|date=août 2025\|motif=remplacez ce texte par le motif}}                           |
| 2. | Informer les utilisateurs concernés.     | Pensez à avertir le créateur de l'article, par exemple, en insérant le code ci-dessous sur sa page de discussion : {{subst:avertissement admissibilité à vérifier\|Sourire du plombier}} |

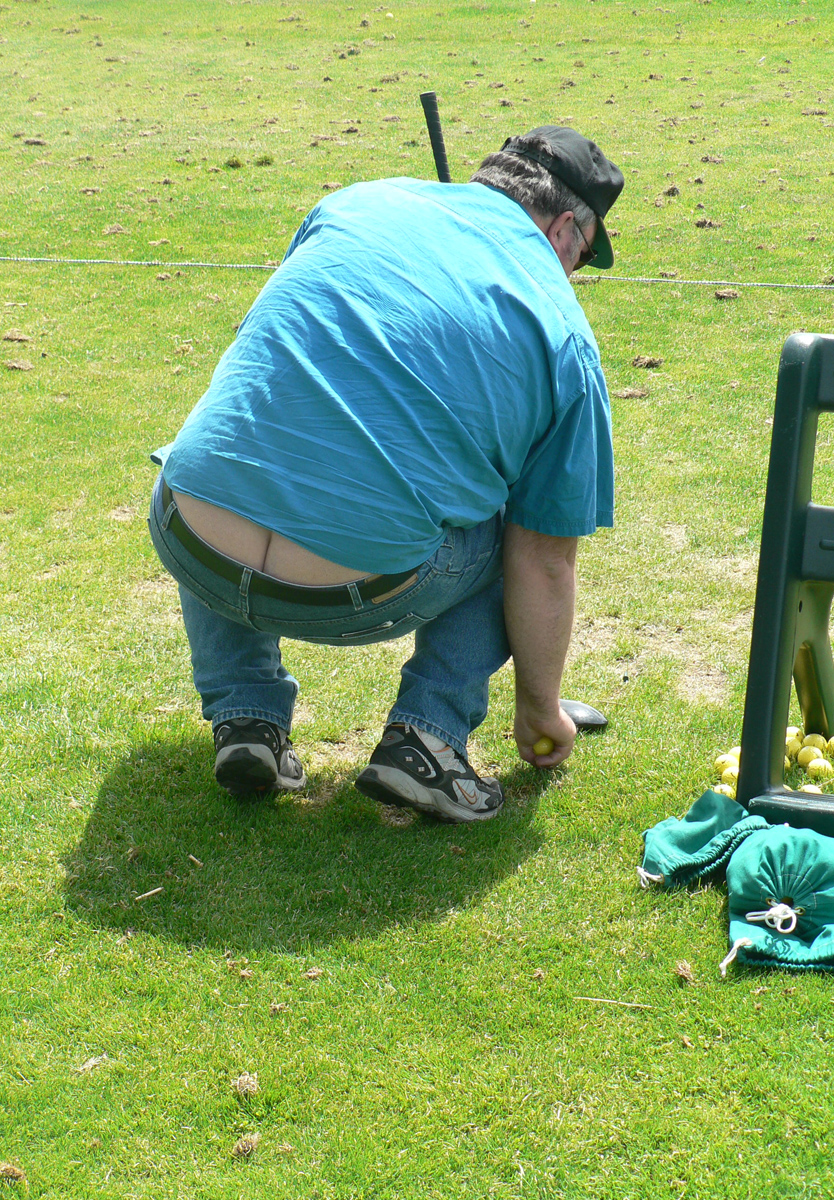
Un golfeur s'accroupissant, laissant apparaître un sourire du plombier.

Le sourire du plombier (ou raie du maçon ou raie publique ou raie du plombier) est le nom donné à l'exposition mineure des fesses et du sillon interfessier sur une personne habillée. Il apparaît lorsque cette personne se penche en avant ou se tient accroupie, en portant un vêtement ou un sous-vêtement taille basse ou lorsque la personne pratique le sagging, en particulier le freeball sagging sans sous-vêtement.